# Ceratocombinae

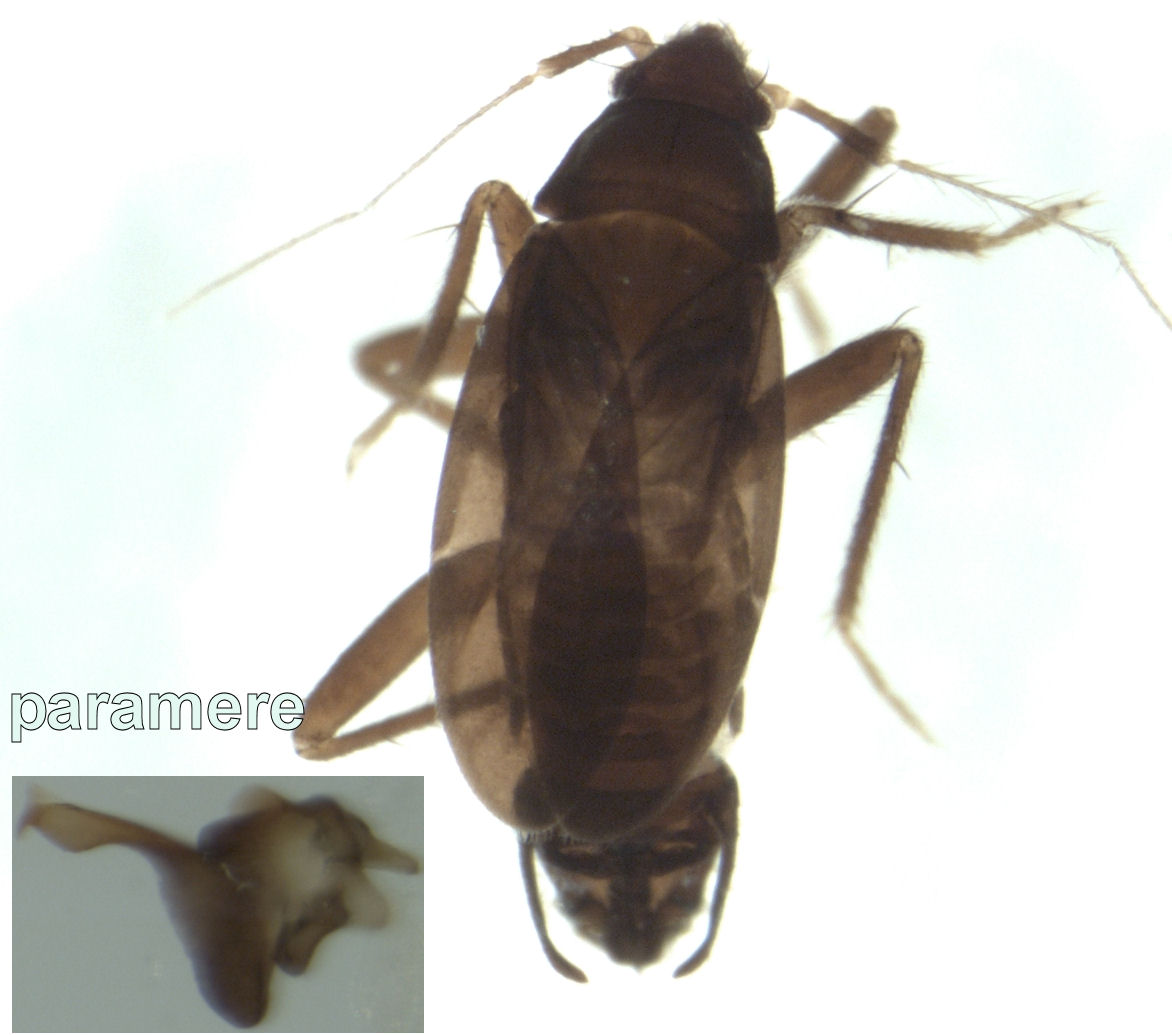
Ceratocombus aotearoae, w lewym dolnym rogu paramera

Ceratocombinae – podrodzina pluskwiaków z podrzędu różnoskrzydłych i rodziny Ceratocombidae.

## Morfologia
Długość ciała tych pluskwiaków mieści się w zakresie od 1,5 do 3 mm, a ubarwienie mają głównie od żółtawego po ciemnobrązowe. Tylko u niektórych gatunków z krainy australijskiej, orientalnej i Madagaskaru obecne są wyraźne, barwne wzory. W odróżnieniu od Trichotonanninae brak na ich ciele silnych szczecin, w tym brak silnej szczeciny śródocznej. Czułki są wiciowate, czteroczłonowe. Dwa początkowe człony mają krótkie i grube, a dwa ostatnie długie, cienkie i zaopatrzone w liczne sterczące lub półwzniesione szczecinki. Większość gatunków wykazuje polimorfizm skrzydłowy: występują u nich formy krótko- i długoskrzydłe. U form długoskrzydłych półpokrywy cechują się obecnością od dwóch do trzech dużych komórek w użyłkowaniu odsiebnej części skrzydła, a niekiedy także mniejszych komórek dodatkowych w ich sąsiedztwie. Segmenty odwłoka od siódmego do dziewiątego i ich laterotergity są symetryczne. Ósmy laterotergit może mieć formę niezmodyfikowaną, guzkowatą lub przysadkopodobną, a dziewiąty jest przysadkopodobny i ma wtórne połączenie stawowe z tergitem ósmym. W przeciwieństwie do Trichotonanninae siódmy laterotergit nie jest przysadkowaty. Genitalia samca mogą mieć paramery wykształcone symetrycznie lub asymetrycznie.

## Biologia i występowanie
Owady te zasiedlają wilgotną ściółkę liściastą i mieszaną, mchy (w tym torfowce), rozkładające się trzciny i podobne środowiska. Wiele gatunków potrafi szybko biegać. Przypuszczalnie wszystkie są drapieżnikami żerującymi na drobnych stawonogach.
Podrodzina kosmopolityczna, ale najliczniej reprezentowana w strefie tropikalnej. W strefie umiarkowanej jej różnorodność gatunkowa jest niewielka. W Europie, w tym w Polsce stwierdzono 3 gatunki: Ceratocombus brevipennis, C. coleoptratus i C. corticalis (zobacz też: Ceratocombidae Polski).

## Taksonomia i ewolucja
Takson ten wprowadzony został po raz pierwszy w 1861 roku przez Franza Xaviera Fiebera.  Dotychczas opisano ponad 40 gatunków Ceratocombidae, ale liczbę nieopisanych jeszcze gatunków z rodzaju Ceratocombus szacuje się na setki. Ich systematyka przedstawia się następująco:
- plemię: Ceratocombini Fieber, 1861
  - Ceratocombus Signoret
  - Leptonannus Reuter
  - Feshnia Štys
- plemię: Issidomimini
  - Issidomimus Poppius
  - Kvamula Štys
  - Muatianvuaia Wygodzinsky

W zapisie kopalnym podrodzina ta znana jest z inkluzji dwóch wczesnomioceńskich gatunków: Ceratocombus hurdi i Leptonannus miocenicus. Oba odnaleziono w bursztynie z meksykańskiego stanu Chiapas.